# Панония Прима
Панония Прима (на латински: Pannonia Prima) е древна римска провинция. Основана е през 296 година, по времето на император Диоклециан.
Тя е част от Горна Панония (Pannonia Superior) и включва днешните Унгария, Австрия, Хърватия, Словения и Словакия. Столица на провинцията бил Савария (днес Сомбатхей), град построен по времето на управлението на Клавдий. Съществува до 5 век до инвазията на хуните.